# Alcala (Pangasinan)
Pour les articles homonymes, voir Alcala.
Alcala est une municipalité de la province de Pangasinan, aux Philippines.